# Katie Cassidy
Katherine Evelyn Anita Cassidy (Los Angeles, 25 de novembro de 1986) é uma modelo e atriz norte-americana, mais conhecida por interpretar Trish Wellington na série Harper's Island, Ruby na série Supernatural e a Canário Negro na série de televisão Arrow do canal CW.

## Biografia
Katie Cassidy nasceu na Califórnia, filha do ídolo pop dos anos 70 David Cassidy e da modelo Sherry Benedon. Concebida por uma pequena relação entre os dois, durante os anos 1970 e 1980, acabou resultando-se o nascimento de Katie. Ela cresceu em Calabasas, também na Califórnia junto a sua mãe e seu padrasto, Richard Benedon. Katie tem duas meias irmãs, chamadas Jenna e Jaime Benedon, ela também tem um meio irmão, Beau Davin Cassidy.

## Carreira
Katie teria começado algumas atuações durante seu período no colegial, em sua escola. Mais tarde tornou-se modelo pela famosa marca americana de roupas Abercrombie & Fitch e também pela Rock and Republic's Line (Guess?) em 2004. A carreira profissional precoce acabou tumultuando um pouco seus estudos, fazendo com que sua mãe, Sherry, permitisse que ela levasse a sério seu início de carreira quando terminasse a escola.

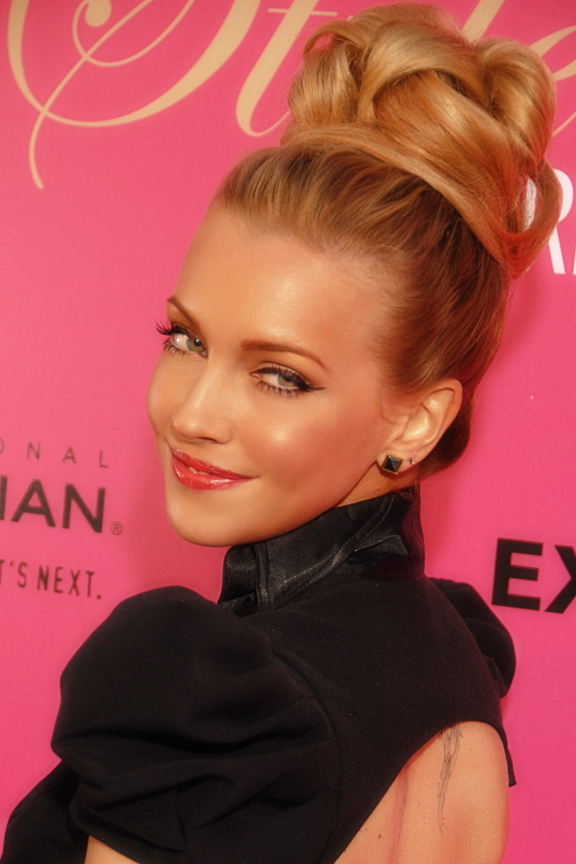
Katie Cassidy no "The 6th Annual Hollywood Style Awards", em 10 de outubro de 2009, em Beverly Hills.

Após a escola entrou para Tisch School of Arts, onde consequentemente passou a atuar em vários papéis pequenos na TV, como de Zoe no seriado 7th Heaven, em 2005; também esteve presente na série dramática Sex, Love & Secrets atuando como Gabrielle. Em 2006, viveu uma garota alcoólatra chamada Tiffany, na re-adaptação do suspense de 1979, Quando um Estranho Chama. Mais tarde fez mais algumas participações em papéis como de Samantha, em Click, uma comédia com o ator Adam Sandler. No mesmo ano, esteve no filme Black Christmas.
Em 2008, esteve no longa de terror francês Taken. Participou da série Supernatural de 2007 a 2008 em 6 episódios, com a personagem de Ruby, uma bela caçadora (que na realidade é um demônio encarnado) que tenta desvendar alguns mistérios juntamente aos irmãos Dean e Sam Winchester na trama. Mais tarde, Ruby aparece novamente na 4 temporada interpretada pela outra atriz que substitui Katie, Genevieve Cortese.
Em 2009, protagonizou a série Harper's Island como Trish Wellington.  É participou também da série Melrose Place como Ella Simms, uma publicitária. A série estreou 8 de setembro de 2009 e foi cancelada após uma temporada.
Em 2010 participou da 4ª temporada da série Gossip Girl, onde interpretou a antagonista Juliet Sharp. É nesse mesmo ano esteve no filme A Nightmare on Elm Street. As filmagens começaram em Chicago e o filme foi lançado no dia 30 de abril de 2010.
Em 2011 lançou seu novo filme Monte Carlo, onde ela é uma das protagonistas, Emma Perkins, ao lado de Selena Gomez e Leighton Meester..
Em junho de 2011, Cassidy substitui Sienna Miller e foi escalada para o filme Freaky Deaky. Ela estará estrelando ao lado de Brendan Fraser, Matt Dillon e Craig Robinson. Em julho de 2011, foi anunciado que Cassidy assinou contrato para se juntar ao elenco de um filme intitulado Bumped. No mesmo ano participou do episódio "Wedding" da série New Girl.
Em 2012, foi escalada para viver a bela super-heroína Dinah Laurel Lance, a Canário Negro na série Arrow, exibida pela CW ao qual, em abril de 2016 com a morte de sua personagem a atriz irá voltar em 2017 como personagem regular na série, dessa vez, como a sua sósia da Terra-2, a Sereia Negra com seu grito supersônico na 6ª temporada. Em 2014 lançou The Scribbler, um filme de suspenseonde interpreta Suki, uma jovem que tem uma destrutiva doença mental; a múltipla personalidade.
Em março de 2016 a atriz assinou contrato com a Warner Bros para aparecer múltiplas vezes em séries, incluindo The Flash, Arrow e Legends of Tomorrow.

## Vida pessoal
Namorou com Jesse McCartney de 2004 a 2007, com quem cultiva uma grande amizade. Namorou também o jogador de hóquei no gelo, Jarret Stoll. Em 2012 ela namorou o ator Jerry Ferrara. Namorou Jason Garrison, um defensor de hóquei no gelo canadense, por 1 ano e meio. Em 5 de junho de 2017, a atriz anunciou seu noivado com Matthew Rodgers, com quem estava namorando desde 2016. Katie e Matthew se casaram em 08 de dezembro de 2018, e separaram-se em 2021. 

## Filmografia

### Cinema
| Ano  | Título                    | Papel                 | Notas     |
| ---- | ------------------------- | --------------------- | --------- |
| 2006 | When a Stranger Calls     | Tiffany Madison       |           |
| 2006 | The Lost                  | Dee Dee               |           |
| 2006 | Click                     | Samantha Newman       | Adulta    |
| 2006 | Black Christmas           | Kelli Presley         |           |
| 2007 | Spin                      | Apple                 |           |
| 2007 | Live!                     | Jewel                 |           |
| 2007 | Walk The Talk             | Jessie                |           |
| 2008 | Taken                     | Amanda                |           |
| 2010 | A Nightmare on Elm Street | Kris Fowles           |           |
| 2011 | Georgetown                | Nikki Argo            | Telefilme |
| 2011 | Monte Carlo               | Emma Danielle Perkins |           |
| 2013 | Kill for Me               | Amanda Rowe           |           |
| 2014 | The Scribbler             | Suki                  |           |
| 2016 | Wolves at the Door        | Share                 |           |

### Televisão
| Ano           | Título                 | Papel                                            | Notas                                                                  |
| ------------- | ---------------------- | ------------------------------------------------ | ---------------------------------------------------------------------- |
| 2003          | The Division           | Jovem CD                                         | Episódio: "Oh Mother, Who Art Thou?"                                   |
| 2005          | Listen Up              | Rebecca                                          | Episódio: "Snub Thy Neighbor"                                          |
| 2005          | 7th Heaven             | Zoe                                              | 4 episódios                                                            |
| 2005          | Sex, Love & Secrets    | Gabrielle                                        | Episódios: "Secrets", "Ambush"                                         |
| 2007          | Supernatural           | Ruby                                             | 6 episódios (2007-2008)                                                |
| 2009          | Harper's Island        | Trish Wellington                                 | 13 episódios                                                           |
| 2009          | Melrose Place          | Ella Simms                                       | 18 episódios (2009-2010)                                               |
| 2010          | Gossip Girl            | Juliet Sharp                                     | 12 episódios                                                           |
| 2011          | Celebrity Apprentice 4 | Ela Mesma                                        | Participação especial                                                  |
| 2011          | New Girl               | Brooke                                           | Episódio: "Wedding"                                                    |
| 2012–2020     | Arrow                  | Laurel Lance/Canário Negro/Sereia Negra          | Temporadas 1 à 4 e 6 à 8 - Regular Temporada 5 - Participação Especial |
| 2015–presente | The Flash              | Laurel Lance/Canário Negro/Sereia Negra/Sereia X | T1: "Who is Harrison Wells?" T2: "Invicible" T4: "Fury Rogue"          |
| 2016          | Legends of Tomorrow    | Laurel Lance/Canário Negro                       | T1: "Pilot, Part 1" T2: "Aruba"                                        |

## Video-games
katie foi protagonsista do jogo Hidden Agenda de 2017.